# Multia
Multia est une municipalité rurale du centre-ouest de la Finlande, dans la région de Finlande-Centrale.

## Géographie
Très isolée et ayant perdu la moitié de ses habitants depuis 40 ans, Multia fait partie des nombreuses communes rurales du centre et de l'est de la Finlande qui meurent doucement. Le passage sous les 2 000 habitants, officiel dès le début de l'année 2007, verra certainement s'accentuer les pressions de l'État qui vise à réduire fortement le nombre de communes dans la moitié nord de la région de Finlande centrale et encourager les fusions de municipalités.

## Transports
Le village est traversé par la nationale 18, venue de Jyväskylä (57 km) et en route pour Seinäjoki et Vaasa.
La commune est bordée par les municipalités de Pylkönmäki au nord, Saarijärvi au nord-est, Uurainen à l'est, Petäjävesi au sud-est, Keuruu au sud et Ähtäri au nord-ouest (Ostrobotnie du Sud).

## Démographie
Depuis 1980, l'évolution démographique de Multia est la suivante, :
| Année      | 1980  | 1985  | 1990  | 1995  | 2000  | 2005  |
| ---------- | ----- | ----- | ----- | ----- | ----- | ----- |
| population | 2 633 | 2 528 | 2 407 | 2 229 | 2 153 | 2 020 |

| Année      | 2010  | 2015  | 2020  |
| ---------- | ----- | ----- | ----- |
| population | 1 890 | 1 710 | 1 563 |